# Моховушка (село)
Моховушка — упразднённое село в Калманском районе Алтайского края. На момент упразднения входил в состав Шиловского сельсовета. Исключен из учётных данных в 1983 году.

## География
Примыкало с юго-востока к Барнаульскому ленточному бору, располагалось на расстоянии приблизительно в 6 км (по прямой) к северо-западу от поселка Ивановка.
Климат умеренный, резко континентальный. Средняя температура января составляет −17,7 °C, июля — +19,6 °C. Годовое количество атмосферных осадков — 350—400 мм.

## История
Основано в 1919 году. В 1928 году поселок Мохоушка состоял из 123 хозяйств. Функционировали школа I ступени и лавка общества потребителей. В административном отношении являлся центром Мохоушского сельсовета Барнаульского района Барнаульского округа Сибирского края.
Решением Алтайского КИКа от 11 ноября 1983 года № 381/2 населённый пункт, исключен из учётных данных..

## Население
В 1926 году в поселке проживало 630 человек (308 мужчины и 322 женщины), основное население — русские.